# Petr Stoilov
Petr Stoilov (* 30. srpna 1975 Plzeň) je bývalý český fotbalista, útočník.

## Fotbalová kariéra
V české lize hrál za FC Viktoria Plzeň. Nastoupil v 8 ligových utkáních. V chorvatské nejvyšší soutěži nastoupil ve dvou utkáních za NK Zadar. V nižších soutěžích hrál i za TJ Přeštice, makedonský FK Makedonija Ďorče Petrov, v Německu za 1. FC Bad Kötzting a SSV Jahn Regensburg a za TJ Sokol Plzeň-Černice.

## Ligová bilance
| Ročník                               | Zápasy | Góly | Minuty | Klub              |
| ------------------------------------ | ------ | ---- | ------ | ----------------- |
| 1. česká fotbalová liga 1996/97      | 8      | 0    | 159    | FC Viktoria Plzeň |
| Prva hrvatska nogometna liga 1998/99 | 2      | 0    | 42     | NK Zadar          |
| CELKEM 1. liga                       | 10     | 0    | 201    |                   |